# End Game (dal)
Az End Game Taylor Swift amerikai énekesnő-dalszerző dala Reputation (2017) című hatodik stúdióalbumáról. A dalon közreműködött Ed Sheeran angol énekes-dalszerző és Future amerikai rapper, akik Swifttel, valamint Max Martin és Shellback producerekkel írták a számot. Az End Game pop-rap-, és R&B-dal. Laza énekkadenciákkal és hiphop inspirálta dobokkal rendelkezik, amelyek trap ütemeket hoznak létre. A dalszöveg az igazi szerelem megtalálásáról szól.
Az End Game-et választották az album harmadik kislemezének, amelyet 2017. november 14-én adtak ki francia és amerikai rádióállomásokon. A kortárs kritikusok vegyes kritikákkal fogadták a dalt; egyesek dicsérték a kísérletezést a hiphop elemek felhasználására, illetve Future megjelenését, és fülbemászónak értékelték a produceri munkát, mások viszont érdektelennek találták a számot és Sheeran teljesítményét. A kislemez Ausztráliában, az Egyesült Államokban és Kanadában is a slágerlisták első negyven helye egyikén szerepelt, és platina minősítést kapott.
A kislemezhez Joseph Kahn rendezésében készült videóklip, amely 2018. január 12-én jelent meg. A videó azt ábrázolja, ahogy Swift Future társaságában bulizik Miamiban, Sheerannel Tokióban, és más barátokkal Londonban. Swift előadta az End Game-et a 2017-es Jingle Ballon, a 2018-as Reputation Stadium Tour koncertjei alatt, valamint meglepetésdalként a 2023-as The Eras Touron. Swift és Sheeran 2024-ben ismét elénekelte a dalt az Everything Has Changed (2012) és a Thinking Out Loud (2014) című dalokkal a negyedik estén Londonban.

## Fordítás
Ez a szócikk részben vagy egészben  az   End Game (song) című angol Wikipédia-szócikk ezen változatának fordításán alapul.  Az eredeti cikk szerkesztőit annak laptörténete sorolja fel. Ez a jelzés csupán a megfogalmazás eredetét és a szerzői jogokat jelzi, nem szolgál a cikkben szereplő információk forrásmegjelöléseként.